# ¡Misión Triunfo!
¡Misión Triunfo! es una historieta de 2002 del autor de cómics español Francisco Ibáñez, perteneciente a su serie Mortadelo y Filemón.

## Trayectoria editorial
Publicada en 2002 en el n.º 89 de Magos del Humor y más tarde en el número 164 de la Colección Olé. Esta fue la última historieta de los personajes en publicarse en Alemania.

## Sinopsis
La T.I.A. últimamente no goza de muy buena prensa, por lo que se quiere cambiar la imagen de la institución para mostrar la parte más humana, más cercana al público. El Superintendente Vicente organizará ¡Misión triunfo!, un concurso de canto que se emitirá por televisión y así podrán mostrar una buena imagen. Los participantes serán Mortadelo, Filemón, Bacterio, el Súper y Ofelia. Para aprender a cantar contratarán a la señorita Mona, que no para de burlarse de Ofelia, a Vacarotti (Pavarotti), al presentador Giancarlo Tiosano, etc.

## Comentarios
En este tebeo aparecen la madre y la abuela de Mortadelo. También aparecen la madre y el padre de Filemón. La madre de Filemón es una caricatura de la actriz María Isbert, que representa a la madre de Filemón en la película La gran aventura de Mortadelo y Filemón. 
Este tebeo es una copia cómica de Operación Triunfo, en la cual Francisco Ibáñez retrata a través de sus personajes a cantantes como David Bustamante o Rosa López.
También caricaturiza a personajes como a la directora de Operación Triunfo Nina (Mona), al presentador Carlos Lozano (Giancarlo Tiosano) o a Pavarotti (Vacarotti).